# Amir Haj Massaoud
Amir Haj Massaoud (ur. 8 lutego 1981 w Safakisie) – tunezyjski piłkarz występujący na pozycji prawego obrońcy w drużynie Club Sportif Sfaxien.

## Kariera klubowa
Amir Haj Massaoud od początku swojej kariery występuje w zespole Club Sportif Sfaxien z Safakisu. W sezonie 2004/2005 wywalczył z tym klubem Mistrzostwo Tunezji, w roku 2004 i 2009 Puchar Tunezji zaś w 2003 Puchar Ligi. Jeżeli chodzi o rozgrywki afrykańskie, to dwukrotnie (w 2007 i 2008) zdobył Afrykański Puchar Konfederacji.

## Kariera reprezentacyjna
Amir Haj Massaoud w reprezentacji Tunezji zadebiutował w 2005 roku. Ostatni mecz rozegrał dwa lata później i do tamtej ma na koncie 7 występów w kadrze narodowej. Był także powołany na Puchar Konfederacji 2005 w Niemczech, gdzie jego zespół odpadł w fazie grupowej. On nie pojawił się jednak na boisku w żadnym ze spotkań.

### Statystyki reprezentacyjne
| Reprezentacja | Rok  | Mecze | Gole |
| ------------- | ---- | ----- | ---- |
| Tunezja       | 2007 | 2     | 0    |
| Tunezja       | 2006 | 2     | 0    |
| Tunezja       | 2005 | 3     | 0    |

Ostatnia aktualizacja: 1 czerwca 2010.